# Manikongo

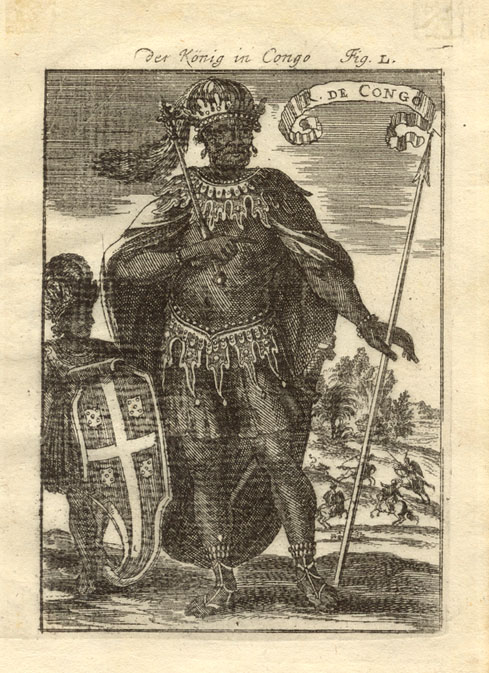
Il Manikongo in un'antica illustrazione

Manicongo o Manikongo (parola portoghese derivante dal congolese: Mwenekongo, "Signore dei Congo"), era il titolo del sovrano del regno africano di Kongo, il regno che dal XIV secolo al XIX secolo dominò l'area corrispondente agli attuali stati dell'Angola e della Repubblica Democratica del Congo. 
La sede del Manikongo era la città di M'banza-Kongo, (dal 1570 al 1975 chiamata São Salvador) capoluogo dell'attuale provincia angolana dello Zaire, qui il Manikongo nominava i governatori delle province e riceveva i dignitari e i tributi dai regni confinanti. 
Il Manikongo era eletto da un consiglio degli anziani tra persone scelte prevalentemente dai clan Kimpanzu oppure  Kimulazu. Dopo lo smantellamento del regno la carica è rimasta in essere come istituzione tradizionale ma senza alcuna ufficiale rilevanza politica o giuridica. 
Il termine "Manikongo" probabilmente deriva da mwene Kongo che essenzialmente significa "governante" o colui che giudica nel Kikongo.  Il termine wene, da cui deriva mwene è anche usato per definire il regno, quest'uso è attestato nel catechismo del 1624 con riferimento al regno dei cieli. Mwene è composto apponendo alla radice il  prefisso personale (classe 1) Mu-, il termine diviene quindi colui che esegue le funzioni del regno.